# Ladislav Okleštěk
Ladislav Okleštěk (* 10. března 1961 Prostějov) je český politik, od října 2013 poslanec Poslanecké sněmovny PČR, v letech 2017 až 2020 a opět od roku 2024 hejtman Olomouckého kraje (předtím v letech 2016 až 2017 radní kraje), v letech 1994 až 2014 starosta obce Výšovice na Prostějovsku, člen předsednictva hnutí ANO 2011.

## Život
Po absolvování Střední zemědělské školy ve Vyškově (maturoval v roce 1980) studoval v letech 1980 až 1982 Vysokou školu zemědělskou v Brně, studium však z rodinných důvodů předčasně ukončil.
Od roku 1982 pracoval jako technicko-hospodářský pracovník v JZD Výšovice. Od roku 1991 soukromě podniká v oblasti dopravy a zasilatelství. Do konce července 2012 vlastnil podíl ve společnosti Okleštěk s.r.o. (dnes Solarpark JM Výšovice), která se zabývala poradenskou a zprostředkovatelskou činností a výrobou elektřiny ze solárních elektráren.
Ladislav Okleštěk je ženatý a má dceru a syna. Společně žijí v Prostějově.

## Politické působení
Do politiky vstoupil, když v roce 1990 neúspěšně kandidoval za Spojenectví zemědělců a venkova v Jihomoravském kraji do Sněmovny národů Federálního shromáždění. V komunálních volbách v roce 1994 byl zvolen jako nestraník za Sdružení nezávislých kandidátů do Zastupitelstva obce Výšovice v okrese Prostějov. V roce 1994 byl zároveň zvolen neuvolněným starostou obce Výšovice. Mandát zastupitele obce a posléze i starosty obhájil v komunálních volbách v roce 1998, stejně jako v roce 2002 v roce 2006 a v roce 2010. Od roku 2010 byl již uvolněným starostou. V komunálních volbách v roce 2014 však již post zastupitele obce neobhájil, když neúspěšně kandidoval na posledním místě kandidátky hnutí ANO 2011. V listopadu 2014 tak skončil i jako starosta obce. V komunálních volbách v roce 2018 již do zastupitelstva Výšovic nekandidoval.
V roce 2012 vstoupil do hnutí ANO 2011, později byl v únoru 2013 zvolen předsedou Krajské organizace hnutí ANO 2011 v Olomouckém kraji. V březnu 2013 byl navíc zvolen členem předsednictva hnutí ANO 2011.
Ve volbách do Poslanecké sněmovny PČR v roce 2013 kandidoval ze druhého místa na kandidátce hnutí ANO 2011 v Olomouckém kraji a byl zvolen. Vlivem preferenčních hlasů se sice posunul na třetí místo (kromě lídra Jaroslava Faltýnka jej přeskočil také Milan Brázdil), to ale nevadilo, protože strana získala v kraji 3 mandáty.
V krajských volbách v roce 2016 kandidoval za hnutí ANO 2011 do Zastupitelstva Olomouckého kraje a stal se krajským zastupitelem. Dne 8. listopadu 2016 byl zvolen neuvolněným radním kraje. Na konci února 2017 se na IV. sněmu hnutí ANO 2011 stal členem předsednictva hnutí. Po odvolání Oty Košty byl dne 27. února 2017 zvolen novým hejtmanem Olomouckého kraje. V krajských volbách v roce 2020 byl lídrem kandidátky hnutí ANO 2011 v Olomouckém kraji, mandát krajského zastupitele se mu podařilo obhájit. Novým hejtmanem se však na konci října 2020 stal lídr společné kandidátky hnutí STAN a Pirátů Josef Suchánek.
Ve volbách do Poslanecké sněmovny PČR v roce 2017 byl lídrem hnutí ANO 2011 v Olomouckém kraji. Získal 5 328 preferenčních hlasů, a obhájil tak mandát poslance. V únoru 2019 obhájil na V. sněmu hnutí ANO 2011 funkci člena předsednictva hnutí.
Ve volbách do Poslanecké sněmovny PČR v roce 2021 byl lídrem hnutí ANO 2011 v Olomouckém kraji. Získal 8 466 preferenčních hlasů, a stal se tak znovu poslancem. Na sněmu hnutí ANO v únoru 2022 obhájil post člena předsednictva hnutí.
V krajských volbách v září 2024 byl z pozice člena hnutí ANO lídrem kandidátky hnutí do Zastupitelstva Olomouckého kraje. Mandát krajského zastupitele se mu podařilo obhájit. Posléze uzavřelo vítězné hnutí ANO koalici se čtvrtým uskupením „SPD, Trikolora, PRO a Svobodní“ a dne 21. října 2024 byl opět zvolen hejtmanem kraje.
Ve volbách do Poslanecké sněmovny PČR v roce 2025 kandiduje na posledním místě kandidátky hnutí ANO v Olomouckém kraji.